# Austerfield
Austerfield – wieś w Anglii, w hrabstwie ceremonialnym South Yorkshire, w dystrykcie metropolitalnym Doncaster. Leży 32 km na wschód od miasta Sheffield i 223 km na północ od Londynu. Miejscowość liczy 571 mieszkańców.